# باتسي ماي
باتسي ماي (22 أغسطس 1947 بغوسبورت في الولايات المتحدة - ) (بالإنجليزية: Patsy May)‏ هي لاعبة كريكت أسترالية. شاركت مع منتخب أستراليا الوطني للكريكت.

## وصلات خارجية
- باتسي ماي على موقع إي آس بي آن كريك إنفو (الإنجليزية)